# Liga Nordeste de Futebol Americano de 2016
A Liga Nordeste de Futebol Americano de 2016 foi um campeonato de futebol americano organizado pela Liga Nordestina de Futebol Americano (LINEFA) na Região Nordeste do Brasil. Esta edição corresponde também à Conferência Nordeste, uma das quatro conferências da Liga Nacional de 2016 da Confederação Brasileira de Futebol Americano (CBFA), divisão de acesso da Superliga Nacional.

## Fórmula de disputa
As oito equipes estavam divididas em dois grupos: Norte e Sul. Cada time realiza quatro jogos, sendo dois jogos em casa e dois jogos fora. As duas melhores equipes de cada grupo classificam-se às semifinais com o melhor classificado enfrentado o segundo colocado do outro grupo. Os dois vencedores disputam a final, garantindo ao campeão uma vaga direta à Superliga Nacional de 2017 e o título da Liga Nordeste.

## Equipes participantes
| Grupo Sul                                                            | Grupo Norte                                                               |
| -------------------------------------------------------------------- | ------------------------------------------------------------------------- |
| - Caruaru Wolves - Maceió Marechais - Náutico Horses - Olinda Sharks | - ABC Scorpions - Arcoverde Templários - Roma Gladiadores - Tropa Campina |

## Classificação da Temporada Regular
Classificados para os playoffs estão marcados em verde.
Grupo Sul
| Pos | Times             | V | E | D | PCT   | PF  | PS | SP  |
| --- | ----------------- | - | - | - | ----- | --- | -- | --- |
| 1   | Maceió Marechais  | 4 | 0 | 0 | 1.000 | 155 | 74 | 81  |
| 2   | Náutico Horses[a] | 2 | 0 | 2 | .500  | 38  | 37 | 1   |
| 3   | Caruaru Wolves[a] | 1 | 0 | 3 | .250  | 48  | 61 | -13 |
| 4   | Olinda Sharks     | 1 | 0 | 3 | .250  | 51  | 82 | -31 |

Grupo Norte
| Pos | Times                | V | E | D | PCT   | PF | PS | SP  |
| --- | -------------------- | - | - | - | ----- | -- | -- | --- |
| 1   | Tropa Campina        | 4 | 0 | 0 | 1.000 | 68 | 38 | 30  |
| 2   | Arcoverde Templários | 2 | 0 | 2 | .500  | 42 | 49 | -7  |
| 3   | ABC Scorpions        | 1 | 0 | 3 | .250  | 69 | 84 | -15 |
| 4   | Roma Gladiadores     | 0 | 0 | 4 | .000  | 28 | 74 | -46 |

#### Resultados
Primeira Rodada
| 16 de julho 14:00 UTC -3 | Relatório | Maceió Marechais | 28–15 | Náutico Horses |  | Estádio Benigno Acioly, Satuba-AL |  |

| 17 de julho 15:00 UTC -3 |  | ABC Scorpions | 13–14 | Arcoverde Templários |  | SESI de Natal, Natal-RN |  |

| 17 de julho 16:00 UTC -3 | Relatório | Roma Gladiadores | 08–14 | Tropa Campina |  | Estádio Murilão, Fortaleza-CE |  |

| 30 de julho 15:00 UTC -3 |  | Olinda Sharks | 13–12 | Caruaru Wolves |  | Estádio dos Aflitos, Recife-PE |  |

Segunda Rodada
| 13 de agosto 15:00 UTC -3 | Relatório | Tropa Campina | 17–10 | ABC Scorpions |  | Estádio Amigão, Campina Grande-PB |  |

| 14 de agosto 14:00 UTC -3 |  | Olinda Sharks | 15–39 | Maceió Marechais |  | SESI de Paratibe, Paulista-PE |  |

| 21 de agosto 14:00 UTC -3 | Relatório | Arcoverde Templários | 22–07 | Roma Gladiadores |  | Estádio Áureo Bradley, Arcoverde-PE |  |

| 14 de agosto | Partida Anulada | Caruaru Wolves | – | Náutico Horses |  |  |  |

Terceira Rodada
| 10 de setembro 13:00 UTC -3 | Relatório | Náutico Horses | 07–00 | Arcoverde Templários |  | Estádio dos Aflitos, Recife-PE |  |

| 10 de setembro 15:00 UTC -3 | Relatório | Tropa Campina | 15–14 | Olinda Sharks |  | Estádio Amigão, Campina Grande-PB |  |

| 10 de setembro 16:00 UTC -3 |  | Roma Gladiadores | 13–22 | Caruaru Wolves |  | Estádio Presidente Vargas, Fortaleza-CE |  |

| 17 de setembro 14:00 UTC -3 |  | Maceió Marechais | 53–30 | ABC Scorpions |  | Estádio Benigno Acioly, Satuba-AL |  |

Quarta Rodada
| 9 de outubro 15:00 UTC -3 |  | ABC Scorpions | 16–00 | Roma Gladiadores |  | SESI de Natal, Natal-RN |  |

| 15 de outubro 14:00 UTC -3 |  | Maceió Marechais | 35–14 | Caruaru Wolves |  | Estádio Benigno Acioly, Satuba-AL |  |

| 16 de outubro 14:00 UTC -3 |  | Olinda Sharks | 09–16 | Náutico Horses |  | Estádio Olindão, Olinda-PE |  |

| 16 de outubro 14:00 UTC -3 | Relatório | Arcoverde Templários | 06–22 | Tropa Campina |  | Estádio Áureo Bradley, Arcoverde-PE |  |

## Playoffs
Em itálico, os times que possuem o mando de campo e em negrito os times classificados.
|  | Semifinais | Semifinais           | Semifinais       |    |  | Final         | Final | Final |
|  |            |                      |                  |    |  |               |       |       |
|  | N1         | Tropa Campina        | 14               |    |  |               |       |       |
|  | S2         | Náutico Horses       | 13               |    |  |               |       |       |
|  |            |                      |                  |    |  | Tropa Campina | 15    |       |
|  |            |                      | Maceió Marechais | 07 |  |               |       |       |
|  | S1         | Maceió Marechais     | 44               |    |  |               |       |       |
|  | N2         | Arcoverde Templários | 28               |    |  |               |       |       |

### Semifinais
| 13 de novembro 14:00 UTC -3 | Relatório | Tropa Campina | 14–13 | Náutico Horses |  | Estádio Amigão, Campina Grande-PB |  |

| 12 de novembro 14:00 UTC -3 | Relatório | Maceió Marechais | 44–28 | Arcoverde Templários |  | Estádio Benigno Acioly, Satuba-AL |  |

### Final
| 4 de dezembro 15:00 UTC -3 | Relatório | Maceió Marechais | 07–15 | Tropa Campina |  | Estádio Rei Pelé, Maceió-AL |  |

## Premiação
| Liga Nordeste de 2016             |
| Paraíba                           |
| --------------------------------- |
| Tropa Campina Campeão (1º título) |

## Ligação externa
- Liga Nordeste no Salão Oval